# 菅原是善

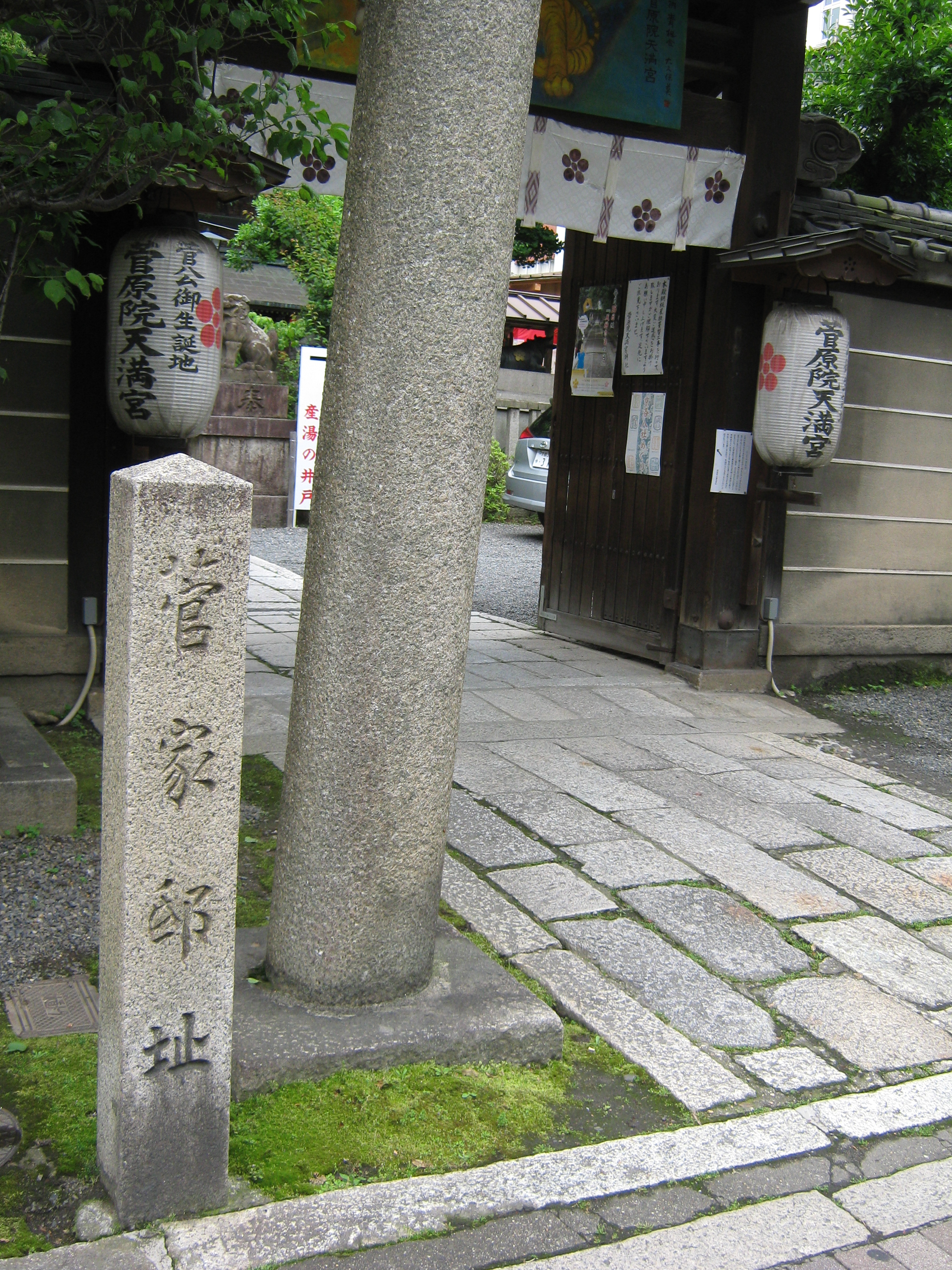
菅原是善邸跡、道真の産湯井戸と言われている井戸が現存する、京都市上京区

菅原 是善（すがわら の これよし）は、平安時代初期から前期にかけての貴族・文人。従三位・菅原清公の四男。官位は従三位・参議。

## 経歴
幼い頃から聡明で才知があり、弘仁年間の末に11歳にしてに召されて殿上に侍し、常に嵯峨天皇の前で書を読み詩を賦したという。
承和2年（835年）文章得業生となり、承和6年（839年）対策に及第して従六位下から正六位上と三階級の加叙を受ける。大学允/助・大内記を経て、承和11年（844年）従五位下に叙爵。承和12年（845年）文章博士に任ぜられる。のち文章博士を務める傍らで越後介・讃岐権介と地方官を兼ね、皇太子・道康親王の東宮学士にもなった。
嘉祥3年（850年）道康親王の即位（文徳天皇）に伴い二階級昇進して正五位下に叙せられる。引き続き文章博士を務める一方で、大学頭・左京大夫・加賀権守・美作権守・伊勢守・備前権守を兼ねた。また、この間の斉衡2年（855年）には従四位下に叙せられている。
清和朝に入ると文章博士に播磨権守を兼ね、貞観2年（860年）には従四位上に昇叙された。のち、弾正大弼・刑部卿・近江権守・伊予権守を経て、貞観12年（870年）式部大輔に任官する。貞観14年（872年）には参議に任じられて公卿に列し、議政官として勘解由長官・刑部卿などを兼任した。貞観15年（873年）正四位下、元慶3年（879年）従三位。元慶4年（880年）8月30日薨去。享年69。最終官位は参議従三位行刑部卿。
文徳・清和両天皇の侍読となって『文選』や『漢書』の進講を行ったり、内記として起草した詔勅や願文が多く残されている。都良香らと『日本文徳天皇実録』を撰し、『貞観格式』の編纂にも参画、また自ら『東宮切韻』『銀牓輪律』『集韻律詩』『会昌分類集』などを撰している。家集に『菅相公集』がある。

## 人物
当代随一の文人として、詩家の宗匠小野篁あるいは在朝の通儒春澄善縄・大江音人と親交があったという。上卿良吏・儒者詞人の多くを弟子としていた。俗世間の事柄に興味が薄く、世間を忘れたように風月を観賞して詩を吟じた。仏道を崇めて人々を慈しみ、孝行は天に至るほどで、殺生も好まなかった。臨終の際、初冬の梅の季節に自らの法要を営むことのみ一言し、他には何も語らなかったという。

## 官歴
注記のないものは『六国史』による。
- 承和2年（835年） 日付不詳：文章得業生
- 時期不詳：従六位下
- 承和6年（839年） 11月5日：対策及第（中上第）、正六位上
- 承和7年（840年） 6月10日：大学大允[2]。9月20日：大学助[2]。7月25日：大内記[2]
- 承和11年（844年） 正月7日：従五位下
- 承和12年（845年） 3月5日：文章博士
- 承和13年（846年） 2月29日：兼越後介
- 承和14年（847年） 5月10日：兼東宮学士（皇太子・道康親王）、大内記如故
- 嘉祥2年（849年） 正月13日：兼讃岐権介、文章博士東宮学士如故
- 嘉祥3年（850年） 4月17日：正五位下（越階）。10月1日：兼加賀権守
- 仁寿3年（853年） 正月16日：大学頭、文章博士加賀権守如故
- 斉衡2年（855年） 正月7日：従四位下
- 斉衡3年（856年） 2月8日：左京大夫、文章博士如故
- 時期不詳：修理東大寺仏使長官[2]
- 天安元年（857年） 5月8日：兼美作権守、文章博士左京大夫如故
- 天安2年（858年） 正月16日：兼伊勢守。5月21日：備前権守。9月23日：兼播磨権守、文章博士如故
- 貞観2年（860年） 11月16日：従四位上
- 貞観5年（863年） 2月10日：弾正大弼
- 貞観6年（864年） 正月16日：近江権守。3月：刑部卿[2]
- 貞観9年（867年） 日付不詳：止文章博士[2]
- 貞観12年（870年） 正月25日：伊予権守。2月14日：式部大輔
- 貞観14年（872年） 8月25日：参議、式部大輔如元
- 貞観15年（873年） 正月7日：正四位下
- 貞観16年（874年） 正月15日：兼播磨権守[2]。2月29日：兼勘解由長官[2]
- 貞観18年（876年） 正月14日：兼近江守[2]
- 貞観19年（877年） 正月15日：兼刑部卿[2]
- 元慶3年（879年） 11月25日：従三位
- 元慶4年（880年） 8月30日：薨去（参議従三位行刑部卿）

## 系譜
- 父：菅原清公
- 母：不詳
- 妻：伴氏（伴真成の娘）
  - 男子：菅原道善
  - 男子：菅原道仲
  - 男子：菅原道真（845-903）
- 生母不明
  - 女子：菅原類子 - 光孝天皇妃?、源順子の母?

## 旧跡

### 墓所
京都市南区吉祥院高畑町にある香泉寺の境内に、是善のものとされる墓があり、本堂には是善の坐像が安置されている。

### 神社
是善を主祭神として祀る神社も存在する。
- 北菅大臣神社 - 京都市下京区仏光寺通に所在する。
- 菅原院天満宮神社 - 京都市上京区烏丸通に所在する。父清公と子道真の三代で祀られており、邸宅である菅原院の跡地にある。